# Progreso, Yucatán
Progreso là một đô thị thuộc bang Yucatán, México. Năm 2005, dân số của đô thị này là 49454 người.